# Cianur de benzil
El cianur de benzil o fenilacetonitril (abreujat BnCN) és un compost orgànic amb la fórmula química C₆H₅CH₂CN. Aquest líquid aromàtic oliós incolor és un precursor important de nombrosos compostos de la química orgànica.

## Síntesi
El cianur de benzil es pot produir mitjançant la síntesi de nitrils de Kolbe entre el clorur de benzil i el cianur de sodi i per descarboxilació oxidativa de la fenilalanina.
Els cianurs de benzil també es poden preparar per arilació de l'acetonitril silil-substituït.